# Ильинское (Псковская область)
Ильинское — деревня в Красногородском районе Псковской области России. Входит в состав Красногородской волости.

## География
Расположена на севере района, к югу от озера Велье, в 18 км к северо-востоку от районного центра, посёлка Красногородск.

## Население
| 2001 | 2002 | 2010 |
| ---- | ---- | ---- |
| 290  | ↘266 | ↘201 |

Численность население деревни по оценке на начало 2001 года составляла 290 жителей.

## История
Укрепленный городок Ильинский относится к X-XIII векам, хотя он мог бы играть определённую роль в более позднее время и служить передовым форпостом крепости Велье.
Согласно писцовой книге 1585-87 г.г., Ильинский погост входил в состав Велейского уезда.
С января 1995 до июля 2010 года деревня была административным центром ныне упразднённой Ильинской волости, с июля 2010 до апреля 2015 года —  входила в состав Партизанской волости, упразднённой в апреле 2015 года в пользу  Красногородской волости.